# Adriaan Braem
Adriaan Braem (Brugge ca. 1455 - ca. 1513) was een Brugs kunstschilder en boekillustrator.

## Levensloop
Adriaan Braem was een zoon van Filips Braem (†1481) en Jacquemine Alaerts. Hij trouwde met Catharina Govaerts, met wie hij kinderen had. 
Vanaf 1472 werkte hij in het atelier van Walter De Crane en in 1480 werd hij aanvaard als meester-schilder in het gild van de Brugse beeldenmakers. Hij behoorde vaak tot de 'eed' in de functie van 'vinder' (1482-83, 1487-88, 1500-01, 1506-07 en 1512-13).
Hij leidde verschillende leerlingen op:
- Alard Claeissins (1483)
- Baldwin De Backere (1489)
- Judocus De Momper (1512).

In 1489 leverde Adriaan aan het bestuur van het Brugse Vrije een schilderij met een voorstelling van Onze-Lieve-Vrouw die in de eetzaal van het Landhuis van het Vrije een plaats kreeg.
Op de jaarlijkse Brugse jaarmarkt huurde Braem een stalletje waar hij schilderijen verkocht. Nog verschillende jaren na zijn dood huurde zijn weduwe verder een stalletje, waar ze verder schilderijen verkocht.

## Filips Braem
Filips Braem was een zoon van Adriaan Braem. Hij ging bij hem in de leer en werd in 1507 meester-schilder, opgenomen in het ambacht van de beeldenmakers.
Hij overleed korte tijd na zijn vader. Over een zelfstandig atelier en eigen werk is niets teruggevonden.

## Bron
- Sint-Lucasgilde Brugge (1450-1801), Memorielijst van het ambacht der beeldenmakers en zadelmakers, Stadsarchief, Brugge.